# Oxalicibacterium horti
Oxalicibacterium horti es una bacteria gramnegativa del género Oxalicibacterium. Fue descrita en el año 2009 aunque inicialmente se aisló en el 1995. Su etimología hace referencia a jardín. Tiene un tamaño de 0,5 μm de ancho por 1,5 μm de largo. Es aerobia y móvil por flagelo polar. Forma colonias lisas, elevadas, opacas, de color amarillo y con márgenes enteros en agar NA tras 3 días de incubación. Temperatura de crecimiento óptima de 28 °C. Catalasa y oxidasa positivas. Es sensible a eritromicina, estreptomicina y colistina. Resistente a cloranfenicol y penicilina. Tiene un contenido de G+C de 59,7%. Se ha aislado del suelo de un jardín en Estados Unidos. 